# Юкало, Павел Алексеевич
Павел Алексеевич Юкало (1909, Мытки, Подольская губерния — не позднее 1985) — советский авиаконструктор, лауреат Сталинской премии.

## Биография
Родился в 1909 году в селе Мытки (ныне — в Жмеринском районе Винницкой области, Украина).
Во время войны — инженер-капитан, начальник артиллерийского снабжения 225 озадн (отдельный зенитный артиллерийский дивизион) ПВО.
После войны работал в ОКБ А. М. Люльки, с 1950 г. начальник бригады регулирования и расчётов, с 1951 г. ведущий конструктор, с 1967 г. начальник отдела топливной автоматики.
Умер до 1985 года.
Сын - Юкало Алексей Павлович, 1948 г. р., инженер-физик.

## Награды и звания
- Сталинская премия 1951 года первой степени — за участие в создании двигателя АЛ-5.
- Медали, в том числе:
  - «За оборону Ленинграда»[2],
  - «За победу над Германией»[2].

## Научные труды
Автор книги:
- Аналитический синтез плоского четырёхзвенного механизма / П. А. Юкало. — М. : Машиностроение, 1981. — 133 с.